# Luzacia
Luzacia sau Luzația (în germană Lausitz, în poloneză Łużyce, în sorabă de jos Łužyca, în sorabă de sus Łužica) este o regiune istorică în estul Germaniei și sud-vestul Poloniei. Coincide în mare parte cu bazinul râului Neisse. În vreo 50 de sate catolice din sudul Luzaciei se mai vorbește limba sorabă de sus, o limbă slavă de vest cu unele trăsături deosebit de arhaice.

## Orașe importante

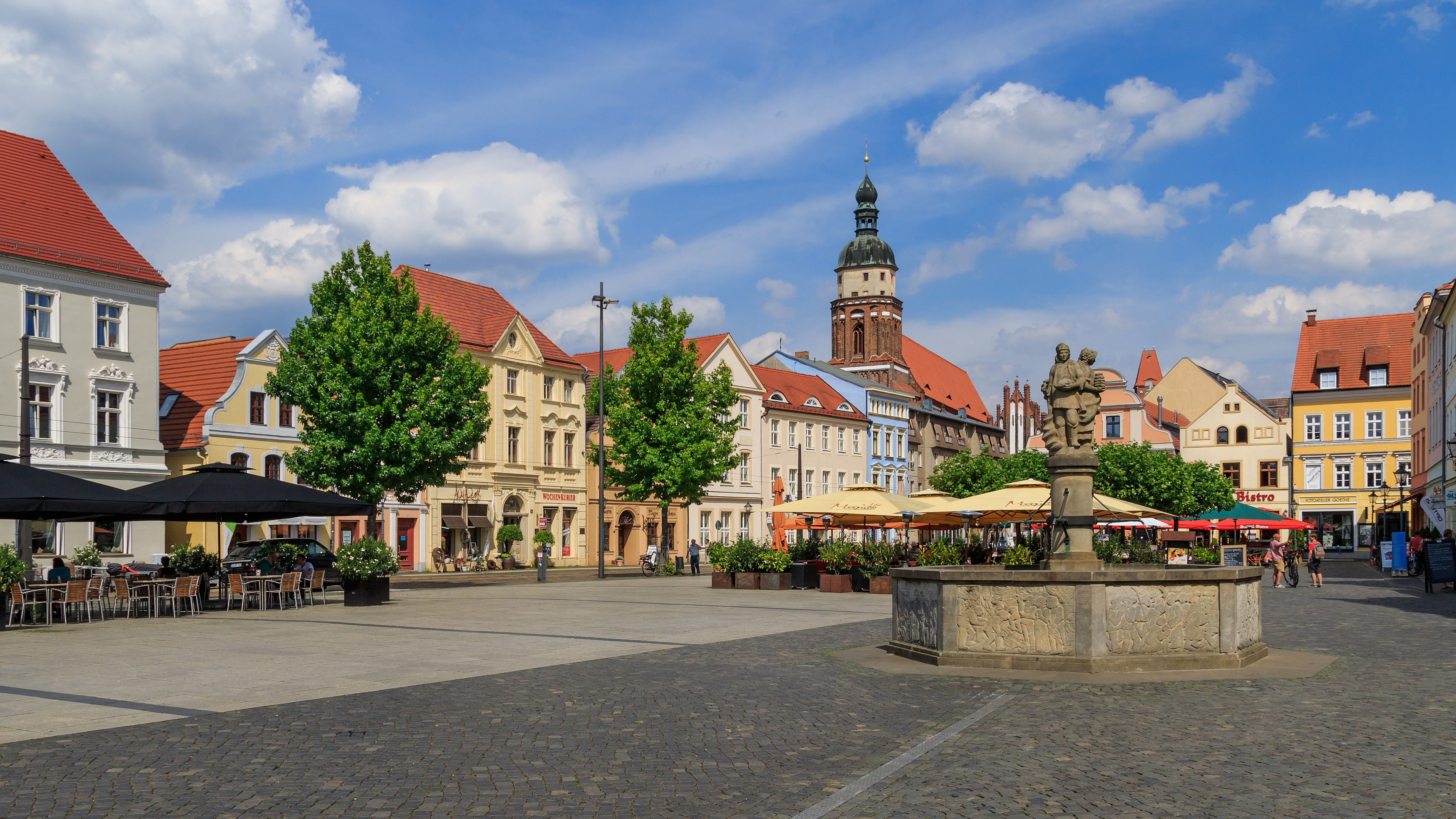
Cottbus

|     | Oraș                | Populație (2014) | Țară, regiune administrativă            | Regiune istorică   |
| --- | ------------------- | ---------------- | --------------------------------------- | ------------------ |
| 1.  | Cottbus             | 99.491           | Germania, Brandenburg                   | Luzacia Inferioară |
| 2.  | Görlitz             | 54.193           | Germania, Saxonia                       | Luzacia Superioară |
| 3.  | Bautzen             | 39.475           | Germania, Saxonia                       | Luzacia Superioară |
| 4.  | Żary                | 38.527           | Polonia, Voievodatul Lubusz             | Luzacia Inferioară |
| 5.  | Königs Wusterhausen | 34.795           | Germania, Brandenburg                   | Luzacia Inferioară |
| 6.  | Hoyerswerda         | 33.825           | Germania, Saxonia                       | Luzacia Superioară |
| 7.  | Zgorzelec           | 31.716           | Polonia, Voievodatul Silezia Inferioară | Luzacia Superioară |
| 8.  | Eisenhüttenstadt    | 27.444           | Germania, Brandenburg                   | Luzacia Inferioară |
| 9.  | Zittau              | 25.792           | Germania, Saxonia                       | Luzacia Superioară |
| 10. | Senftenberg         | 24.743           | Germania, Brandenburg                   | Luzacia Inferioară |
| 11. | Spremberg           | 22.326           | Germania, Brandenburg                   | Luzacia Inferioară |
| 12. | Lubań               | 21.788           | Polonia, Voievodatul Silezia Inferioară | Luzacia Superioară |
| 13. | Forst (Lausitz)     | 18.945           | Germania, Brandenburg                   | Luzacia Inferioară |
| 14. | Bogatynia           | 18.385           | Polonia, Voievodatul Silezia Inferioară | Luzacia Superioară |
| 15. | Guben               | 17.431           | Germania, Brandenburg                   | Luzacia Inferioară |